# A Juventus FC szezonjai
z a szócikk a Juventus szezonjait tartalmazza.
A csapat először 1900-ban mutatkozott be az olasz élvonalban. Azóta 1 alkalmat kivéve mindig a legfelsőbb osztály tagja volt a klub.
| Év              | Edző                                            | Stadion                               | Bajnokság                             | Kupa                                  | Európa A                              | Világ B                               |                                       |
| Az 1900-as évek | Az 1900-as évek                                 | Az 1900-as évek                       | Az 1900-as évek                       | Az 1900-as évek                       | Az 1900-as évek                       | Az 1900-as évek                       | Az 1900-as évek                       |
| --------------- | ----------------------------------------------- | ------------------------------------- | ------------------------------------- | ------------------------------------- | ------------------------------------- | ------------------------------------- | ------------------------------------- |
| 1900            | n.a.                                            | Piazza d'Armi                         | Selejtező                             | –                                     | –                                     | –                                     |                                       |
| 1901            | n.a.                                            | Piazza d'Armi                         | Elődöntő                              | –                                     | –                                     | –                                     |                                       |
| 1902            | n.a.                                            | Piazza d'Armi                         | Selejtező                             | –                                     | –                                     | –                                     |                                       |
| 1903            | n.a.                                            | Piazza d'Armi                         | Döntő                                 | –                                     | –                                     | –                                     |                                       |
| 1904            | n.a.                                            | Piazza d'Armi                         | Döntő                                 | –                                     | –                                     | –                                     |                                       |
| 1905            | n.a.                                            | Motovelodromo Umberto                 | Bajnok                                | –                                     | –                                     | –                                     |                                       |
| 1906            | n.a.                                            | Motovelodromo Umberto                 | Ezüstérmes                            | –                                     | –                                     | –                                     |                                       |
| 1907            | n.a.                                            | Piazza d'Armi                         | Selejtező                             | –                                     | –                                     | –                                     |                                       |
| 1908            | n.a.                                            | Piazza d'Armi                         | Selejtező                             | –                                     | –                                     | –                                     |                                       |
| 1909            | n.a.                                            | Corso Sebastopoli                     | Selejtező                             | –                                     | –                                     | –                                     |                                       |
| 1909–1910       | n.a.                                            | Corso Sebastopoli                     | 3. hely                               | –                                     | –                                     | –                                     |                                       |
| Az 1910-es évek |                                                 |                                       |                                       |                                       |                                       |                                       |                                       |
| 1910–1911       | n.a.                                            | Corso Sebastopoli                     | 9. hely (selejtező)                   | –                                     | –                                     | –                                     |                                       |
| 1911–1912       | n.a.                                            | Corso Sebastopoli                     | 8. hely (selejtező)                   | –                                     | –                                     | –                                     |                                       |
| 1912–1913       | n.a.                                            | Corso Sebastopoli                     | 6. hely (selejtező)                   | –                                     | –                                     | –                                     |                                       |
| 1913–1914       | n.a.                                            | Corso Sebastopoli                     | 4. hely                               | –                                     | –                                     | –                                     |                                       |
| 1914–1915       | n.a.                                            | Corso Sebastopoli                     | 3. hely (2. selejtező)                | –                                     | –                                     | –                                     |                                       |
| 1915–1916       | n.a.                                            | Corso Sebastopoli                     | Ezüstérmes                            | –                                     | –                                     | –                                     |                                       |
| 1916–1917       | A háború miatt a bajnokság szünetelt.           | A háború miatt a bajnokság szünetelt. | A háború miatt a bajnokság szünetelt. | A háború miatt a bajnokság szünetelt. | A háború miatt a bajnokság szünetelt. | A háború miatt a bajnokság szünetelt. | A háború miatt a bajnokság szünetelt. |
| 1917–1918       | A háború miatt a bajnokság szünetelt.           | A háború miatt a bajnokság szünetelt. | A háború miatt a bajnokság szünetelt. | A háború miatt a bajnokság szünetelt. | A háború miatt a bajnokság szünetelt. | A háború miatt a bajnokság szünetelt. | A háború miatt a bajnokság szünetelt. |
| 1918–1919       | A háború miatt a bajnokság szünetelt.           | A háború miatt a bajnokság szünetelt. | A háború miatt a bajnokság szünetelt. | A háború miatt a bajnokság szünetelt. | A háború miatt a bajnokság szünetelt. | A háború miatt a bajnokság szünetelt. | A háború miatt a bajnokság szünetelt. |
| 1919–1920       | n.a.                                            | Corso Sebastopoli                     | 2. hely (3. selejtező)                | –                                     | –                                     | –                                     |                                       |
| Az 1920-as évek |                                                 |                                       |                                       |                                       |                                       |                                       |                                       |
| 1920–1921       | n.a.                                            | Corso Sebastopoli                     | 4. hely (1. selejtező)                | –                                     | –                                     | –                                     |                                       |
| 1921–1922       | n.a.                                            | Corso Sebastopoli                     | 6. hely (1. selejtező)                | –                                     | –                                     | –                                     |                                       |
| 1922–1923       | n.a.                                            | Corso Sebastopoli                     | 5. hely (1. selejtező)                | –                                     | –                                     | –                                     |                                       |
| 1923–1924       | Károly Jenő                                     | Corso Marsiglia                       | 5. hely (1. selejtező)                | –                                     | –                                     | –                                     |                                       |
| 1924–1925       | Károly Jenő                                     | Corso Marsiglia                       | 3. hely (1. selejtező)                | –                                     | –                                     | –                                     |                                       |
| 1925–1926       | Károly Jenő                                     | Corso Marsiglia                       | Bajnok                                | –                                     | –                                     | –                                     |                                       |
| 1926–1927       | Viola József                                    | Corso Marsiglia                       | 3. hely                               | 4. forduló                            | –                                     | –                                     |                                       |
| 1927–1928       | Viola József                                    | Corso Marsiglia                       | 3. hely                               | –                                     | –                                     | –                                     |                                       |
| 1928–1929       | George Aitken                                   | Corso Marsiglia                       | 2. hely (selejtező)                   | –                                     | Mitropa-kupa (negyeddöntő)            | –                                     |                                       |
| 1929–1930       | George Aitken                                   | Corso Marsiglia                       | 3. hely                               | –                                     | –                                     | –                                     |                                       |
| Az 1930-as évek |                                                 |                                       |                                       |                                       |                                       |                                       |                                       |
| 1930–1931       | Carlo Carcano                                   | Corso Marsiglia                       | Bajnok                                | –                                     | Mitropa-kupa (negyeddöntő)            | –                                     |                                       |
| 1931–1932       | Carlo Carcano                                   | Corso Marsiglia                       | Bajnok                                | –                                     | Mitropa-kupa (elődöntő)               | –                                     |                                       |
| 1932–1933       | Carlo Carcano                                   | Corso Marsiglia                       | Bajnok                                | –                                     | Mitropa-kupa (elődöntő)               | –                                     |                                       |
| 1933–1934       | Carlo Carcano                                   | Olimpico di Torino                    | Bajnok                                | –                                     | Mitropa-kupa (elődöntő)               | –                                     |                                       |
| 1934–1935       | Carlo Carcano                                   | Olimpico di Torino                    | Bajnok                                | –                                     | Mitropa-kupa (elődöntő)               | –                                     |                                       |
| 1935–1936       | Virginio Rosetta                                | Olimpico di Torino                    | 5. hely                               | Negyeddöntő                           | –                                     | –                                     |                                       |
| 1936–1937       | Virginio Rosetta                                | Olimpico di Torino                    | 5. hely                               | Nyolcaddöntő                          | –                                     | –                                     |                                       |
| 1937–1938       | Virginio Rosetta                                | Olimpico di Torino                    | Ezüstérem                             | Győztes                               | Mitropa-kupa (elődöntő)               | –                                     |                                       |
| 1938–1939       | Virginio Rosetta                                | Olimpico di Torino                    | 8. hely                               | Nyolcaddöntő                          | –                                     | –                                     |                                       |
| 1939–1940       | Umberto Caligaris                               | Olimpico di Torino                    | 3. hely                               | Elődöntő                              | –                                     | –                                     |                                       |
| Az 1940-es évek |                                                 |                                       |                                       |                                       |                                       |                                       |                                       |
| 1940–1941       | Umberto Caligaris                               | Olimpico di Torino                    | 5. hely                               | Nyolcaddöntő                          | –                                     | –                                     |                                       |
| 1941–1942       | Giovanni Ferrari                                | Olimpico di Torino                    | 6. hely                               | Győztes                               | –                                     | –                                     |                                       |
| 1942–1943       | Felice Borel                                    | Olimpico di Torino                    | 3. hely                               | Nyolcaddöntő                          | –                                     | –                                     |                                       |
| 1944            | Felice Borel                                    | Olimpico di Torino                    | 2. hely (2. selejtező)                | –                                     | –                                     | –                                     |                                       |
| 1944–1945       | A háború miatt a bajnokság szünetelt.           | A háború miatt a bajnokság szünetelt. | A háború miatt a bajnokság szünetelt. | A háború miatt a bajnokság szünetelt. | A háború miatt a bajnokság szünetelt. | A háború miatt a bajnokság szünetelt. | A háború miatt a bajnokság szünetelt. |
| 1945–1946       | Felice Borel                                    | Olimpico di Torino                    | Ezüstérem                             | –                                     | –                                     | –                                     |                                       |
| 1946–1947       | Renato Cesarini                                 | Olimpico di Torino                    | Ezüstérem                             | –                                     | –                                     | –                                     |                                       |
| 1947–1948       | Renato Cesarini                                 | Olimpico di Torino                    | 3. hely                               | –                                     | –                                     | –                                     |                                       |
| 1948–1949       | William Chalmers                                | Olimpico di Torino                    | 4. hely                               | –                                     | –                                     | –                                     |                                       |
| 1949–1950       | Jesse Carver                                    | Olimpico di Torino                    | Bajnok                                | –                                     | –                                     | –                                     |                                       |
| Az 1950-es évek |                                                 |                                       |                                       |                                       |                                       |                                       |                                       |
| 1950–1951       | Jesse Carver                                    | Olimpico di Torino                    | 3. hely                               | –                                     | –                                     | –                                     |                                       |
| 1951–1952       | Sárosi György                                   | Olimpico di Torino                    | Bajnok                                | –                                     | –                                     | –                                     |                                       |
| 1952–1953       | Sárosi György                                   | Olimpico di Torino                    | Ezüstérem                             | –                                     | –                                     | –                                     |                                       |
| 1953–1954       | Aldo Olivieri                                   | Olimpico di Torino                    | Ezüstérem                             | –                                     | –                                     | –                                     |                                       |
| 1954–1955       | Aldo Olivieri                                   | Olimpico di Torino                    | 7. hely                               | –                                     | –                                     | –                                     |                                       |
| 1955–1956       | Sandro Puppo                                    | Olimpico di Torino                    | 12. hely                              | –                                     | –                                     | –                                     |                                       |
| 1956–1957       | Sandro Puppo                                    | Olimpico di Torino                    | 9. hely                               | –                                     | –                                     | –                                     |                                       |
| 1957–1958       | Ljubiša Broćić                                  | Olimpico di Torino                    | Bajnok                                | Elődöntő                              | –                                     | –                                     |                                       |
| 1958–1959       | Ljubiša Broćić                                  | Olimpico di Torino                    | 3. hely                               | Győztes                               | BEK (selejtező)                       | –                                     |                                       |
| 1959–1960       | Renato Cesarini                                 | Olimpico di Torino                    | Bajnok                                | Győztes                               | –                                     | –                                     |                                       |
| Az 1960-as évek |                                                 |                                       |                                       |                                       |                                       |                                       |                                       |
| 1960–1961       | Renato Cesarini                                 | Olimpico di Torino                    | Bajnok                                | 3. hely                               | BEK (selejtező)                       | –                                     |                                       |
| 1961–1962       | Carlo Parola                                    | Olimpico di Torino                    | 12. hely                              | Elődöntő                              | BEK (negyeddöntő)                     | –                                     |                                       |
| 1962–1963       | Paulo Amaral                                    | Olimpico di Torino                    | Ezüstérem                             | Negyeddöntő                           | –                                     | –                                     |                                       |
| 1963–1964       | Paulo Amaral                                    | Olimpico di Torino                    | 5. hely                               | Elődöntő                              | Negyeddöntő                           | –                                     |                                       |
| 1964–1965       | Heriberto Herrera                               | Olimpico di Torino                    | 4. hely                               | Győztes                               | VVK (ezüstérmes)                      | –                                     |                                       |
| 1965–1966       | Heriberto Herrera                               | Olimpico di Torino                    | 5. hely                               | Elődöntő                              | KEK (selejtező)                       | –                                     |                                       |
| 1966–1967       | Heriberto Herrera                               | Olimpico di Torino                    | Bajnok                                | Elődöntő                              | VVK (negyeddöntő)                     | –                                     |                                       |
| 1967–1968       | Heriberto Herrera                               | Olimpico di Torino                    | 3. hely                               | Selejtező                             | BEK (elődöntő)                        | –                                     |                                       |
| 1968–1969       | Heriberto Herrera                               | Olimpico di Torino                    | 5. hely                               | Negyeddöntő                           | VVK (selejtező)                       | –                                     |                                       |
| 1969–1970       | Lùis Carniglia                                  | Olimpico di Torino                    | 3. hely                               | Negyeddöntő                           | VVK (selejtező)                       | –                                     |                                       |
| Az 1970-es évek |                                                 |                                       |                                       |                                       |                                       |                                       |                                       |
| 1970–1971       | Armando Picchi                                  | Olimpico di Torino                    | 4. hely                               | Csoportkör                            | VVK (ezüstérmes)                      | –                                     |                                       |
| 1971–1972       | Čestmír Vycpálek                                | Olimpico di Torino                    | Bajnok                                | 2. kör                                | UEFA-kupa (negyeddöntő)               | –                                     |                                       |
| 1972–1973       | Čestmír Vycpálek                                | Olimpico di Torino                    | Bajnok                                | Ezüstérmes                            | BEK (ezüstérmes)                      | –                                     |                                       |
| 1973–1974       | Čestmír Vycpálek                                | Olimpico di Torino                    | Ezüstérem                             | 2. kör                                | BEK (selejtező)                       | VK (ezüstérmes)                       |                                       |
| 1974–1975       | Carlo Parola                                    | Olimpico di Torino                    | Bajnok                                | 2. kör                                | UEFA-kupa (elődöntő)                  | –                                     |                                       |
| 1975–1976       | Carlo Parola                                    | Olimpico di Torino                    | Ezüstérem                             | 1. kör                                | BEK (nyolcaddöntő)                    | –                                     |                                       |
| 1976–1977       | Giovanni Trapattoni                             | Olimpico di Torino                    | Bajnok                                | 2. kör                                | UEFA-kupa (győztes)                   | –                                     |                                       |
| 1977–1978       | Giovanni Trapattoni                             | Olimpico di Torino                    | Bajnok                                | 2. kör                                | BEK (elődöntő)                        | –                                     |                                       |
| 1978–1979       | Giovanni Trapattoni                             | Olimpico di Torino                    | 3. hely                               | Győztes                               | BEK (selejtező)                       | –                                     |                                       |
| 1979–1980       | Giovanni Trapattoni                             | Olimpico di Torino                    | Ezüstérmes                            | Elődöntő                              | BEK (elődöntő)                        | –                                     |                                       |
| Az 1980-as évek |                                                 |                                       |                                       |                                       |                                       |                                       |                                       |
| 1980–1981       | Giovanni Trapattoni                             | Olimpico di Torino                    | Bajnok                                | Elődöntő                              | UEFA-kupa (selejtező)                 | –                                     |                                       |
| 1981–1982       | Giovanni Trapattoni                             | Olimpico di Torino                    | Bajnok                                | 1. kör                                | BEK (nyolcaddöntő)                    | –                                     |                                       |
| 1982–1983       | Giovanni Trapattoni                             | Olimpico di Torino                    | Ezüstérmes                            | Győztes                               | BEK (ezüstérmes)                      | –                                     |                                       |
| 1983–1984       | Giovanni Trapattoni                             | Olimpico di Torino                    | Bajnok                                | Nyolcaddöntő                          | KEK (győztes)                         | –                                     |                                       |
| 1984–1985       | Giovanni Trapattoni                             | Olimpico di Torino                    | 6. hely                               | Nyolcaddöntő                          | BEK (győztes)                         | –                                     |                                       |
| 1985–1986       | Giovanni Trapattoni                             | Olimpico di Torino                    | Bajnok                                | Nyolcaddöntő                          | BL (negyeddöntő)                      | VK (győztes)                          |                                       |
| 1986–1987       | Rino Marchesi                                   | Olimpico di Torino                    | Ezüstérem                             | Negyeddöntő                           | BEK (nyolcaddöntő)                    | –                                     |                                       |
| 1987–1988       | Rino Marchesi                                   | Olimpico di Torino                    | 6. hely                               | Elődöntő                              | UEFA-kupa (selejtező)                 | –                                     |                                       |
| 1988–1989       | Dino Zoff                                       | Olimpico di Torino                    | 4. hely                               | 2. kör                                | UEFA-kupa (negyeddöntő)               | –                                     |                                       |
| 1989–1990       | Dino Zoff                                       | Olimpico di Torino                    | 4. hely                               | Győztes                               | UEFA-kupa (győztes)                   | –                                     |                                       |
| Az 1990-es évek |                                                 |                                       |                                       |                                       |                                       |                                       |                                       |
| 1990–1991       | Luigi Maifredi                                  | delle Alpi                            | 7. hely                               | Negyeddöntő                           | BEK (elődöntő)                        | –                                     |                                       |
| 1991–1992       | Giovanni Trapattoni                             | delle Alpi                            | Ezüstérmes                            | Ezüstérmes                            | –                                     | –                                     |                                       |
| 1992–1993       | Giovanni Trapattoni                             | delle Alpi                            | 4. hely                               | Elődöntő                              | UEFA-kupa (győztes)                   | –                                     |                                       |
| 1993–1994       | Giovanni Trapattoni                             | delle Alpi                            | Ezüstérmes                            | Selejtező                             | UEFA-kupa (negyeddöntő)               | –                                     |                                       |
| 1994–1995       | Marcello Lippi                                  | delle Alpi                            | Bajnok                                | Győztes                               | UEFA-kupa (ezüstérmes)                | –                                     |                                       |
| 1995–1996       | Marcello Lippi                                  | delle Alpi                            | Ezüstérmes                            | Nyolcaddöntő                          | BL (győztes)                          | –                                     |                                       |
| 1996–1997       | Marcello Lippi                                  | delle Alpi                            | Bajnok                                | Negyeddöntő                           | BL (ezüstérmes)                       | VK (győztes)                          |                                       |
| 1997–1998       | Marcello Lippi                                  | delle Alpi                            | Bajnok                                | Elődöntő                              | BL (ezüstérmes)                       | –                                     |                                       |
| 1998–1999       | Marcello Lippi                                  | delle Alpi                            | 7. hely                               | Negyeddöntő                           | BL (elődöntő)                         | –                                     |                                       |
| 1999–2000       | Carlo Ancelotti                                 | delle Alpi                            | Ezüstérmes                            | Negyeddöntő                           | UEFA-kupa (nyolcaddöntő)              | –                                     |                                       |
| A 2000-es évek  |                                                 |                                       |                                       |                                       |                                       |                                       |                                       |
| 2000–2001       | Carlo Ancelotti                                 | delle Alpi                            | Ezüstérmes                            | Nyolcaddöntő                          | BL (1. csoportkör)                    | –                                     |                                       |
| 2001–2002       | Carlo Ancelotti                                 | delle Alpi                            | Bajnok                                | Ezüstérmes                            | BL (2. csoportkör)                    | –                                     |                                       |
| 2002–2003       | Marcello Lippi                                  | delle Alpi                            | Bajnok                                | Negyeddöntő                           | BL (ezüstérmes)                       | –                                     |                                       |
| 2003–2004       | Marcello Lippi                                  | delle Alpi                            | 3. hely                               | Ezüstérmes                            | BL (nyolcaddöntő)                     | –                                     |                                       |
| 2004–2005       | Fabio Capello                                   | delle Alpi                            | Bajnok 1                              | Nyolcaddöntő                          | BL (negyeddöntő)                      | –                                     |                                       |
| 2005–2006       | Fabio Capello                                   | delle Alpi                            | Bajnok 1                              | Negyeddöntő                           | BL (negyeddöntő)                      | –                                     |                                       |
| 2006–2007       | Didier Deschamps                                | Olimpico di Torino                    | Bajnok (Serie B)                      | Selejtező                             | –                                     | –                                     |                                       |
| 2007–2008       | Claudio Ranieri                                 | Olimpico di Torino                    | 3. hely                               | Negyeddöntő                           | –                                     | –                                     |                                       |
| 2008–2009       | Claudio Ranieri                                 | Olimpico di Torino                    | 2. hely                               | Elődöntő                              | BL (nyolcaddöntő)                     | –                                     |                                       |
| 2009–2010       | Ciro Ferrara (2010 januárig) Alberto Zaccheroni | Olimpico di Torino                    | 7. hely                               | Negyeddöntő                           | BL (csoportkör) EL (nyolcaddöntő)     | –                                     |                                       |
| 2010–2011       | Luigi Delneri                                   | Olimpico di Torino                    |                                       |                                       |                                       |                                       |                                       |

- A – A lista csak a BEK/BL, a KEK illetve a VVK/UEFA-kupa/Európa-liga eredményeit tartalmazza. Nem tartalmazza az UEFA-szuperkupa valamint más, kisebb labdarúgó kupák eredményeit.
- 1 – A bajnoki címet bundabotrány miatt törölték.